# Trochalopteron peninsulae
Trochalopteron peninsulae là một loài chim trong họ Leiothrichidae.